# Brouwerij Wolf
Brouwerij Wolf (voorheen Brouwerij Lupus) is een brouwerij in Aarschot.

## Geschiedenis
In 2003 bezocht Peter Van der Borght de Brouwerij van Achouffe en raakte geboeid door het ambacht. Hij kocht een starterskit, volgde een brouwcursus en ging aan het experimenteren in zijn garage. Zijn brouwsels werden geleidelijk aan meer gesmaakt, waarna het idee ging rijpen om een eigen brouwerij te beginnen. Luc Sempels, Paul Van der Borght en Jo Discart sprongen op de kar en op 13 mei 2008 werd Brouwerij Lupus boven het doopvont gehouden in Begijnendijk. De naam betekent wolf in het Latijn en verwijst ook naar Humulus Lupulus, de Latijnse benaming voor het bieringrediënt hop. Kort na de oprichting kwam ook Bart Maryssael in de zaak, maar Luc Sempels en Paul Van der Borght stapten later op. 
Brouwerij Lupus (niet te verwarren met de Luxemburgse Brouwerij Lupulus) was aanvankelijk een bierfirma. Ze lieten hun bier brouwen bij Microbrouwerij Achilles in Itegem bij Heist-op-den-Berg. Op 21 februari 2009 werden de bieren officieel gelanceerd met een huilende wolf op het etiket. In september 2010 betrokken ze het oude slachthuis in de Aarschotse Zandstraat 25 met de overgenomen brouwinstallatie van Achilles Van de Moer. Naast enkele bieren in opdracht brouwden ze er het amberkleurige Wolf 9. Vanaf 2010 werd ook samengewerkt met Brouwerij Het Anker (Mechelen) voor de blonde Wolf 7 en bruine Wolf 8.
 Sinds begin 2011 werd maandelijks 1000 liter Wolf 9 gebrouwen. Eind 2011 werd een nieuwe tank van 3600 liter in gebruik genomen, zodat de productie vanaf januari 2012 fors werd opgedreven.
De Wolf-bieren zijn Vlaams-Brabantse streekproducten. Anno 2019 zijn de bestuurders Peter Van der Borght en Wouter Cuppens.
Brouwerij Wolf wordt in Nederland sinds 2017 vertegenwoordigd door Wolf Bier Nederland.

## Bieren
- Wolf:
  - Wolf 6, bruin bier van 6,5%
  - Wolf 7, blond bier van 7,4%
  - Wolf 8, donkerbruin bier van 8,5%
  - Wolf 9, amberkleurig bier van 9%
  - Wolf Black, premium pils van 5,6%
  - Wolf Carte Blanche, blond bier van 8,5%
- Vliegend Varken Blond, fris blond bier van 7,5% NIEUW
- Vliegend Varken, blond bier van 9%
- Triple Monkey, blond bier van 7,2%
- Monkey Business 'Berry', fruitbier van 5,5%